# Démocrates (Slovaquie)
Démocrates (Demokrati, abrégé D), anciennement Ensemble-Démocratie civique (en slovaque : SPOLU - občianska demokracia, en abrégé SPOLU) est un parti politique slovaque libéral-conservateur créé en 2018.

## Histoire
La création de SPOLU a été annoncée le 17 novembre 2017 par l'ancien sous-secrétaire de #SIEŤ, Miroslav Beblavý, qui avait quitté le parti pour protester contre sa décision de rejoindre le gouvernement mené par le parti SMER, et l'ancien sous-secrétaire du parti libéral Liberté et solidarité, Jozef Mihál.
Le parti se proclame de centre droit et se présente comme un parti pro-européen axé sur une économie moderne, des soins de santé accessibles et un système éducatif fonctionnel,.
Le Conseil fondateur du SPOLU est composé de députés indépendants du Conseil national de la République slovaque et d'anciens membres de #SIEŤ, de Liberté et solidarité et du parti Les Gens ordinaires et personnalités indépendantes : Oto Žarnay, Jozef Mihál , Simona Petrík, Viera Dubačová, Miroslav Beblavý, Katarína Macháčková et l'avocat Pavel Nechala de Transparency International.
Le congrès fondateur du parti s'est tenu le 14 avril 2018 à Poprad.  Miroslav Beblavý a été élu à sa tête.  Katarína Macháčková et Jozef Mihál ont été élus dirigeants adjoints. Le troisième dirigeant adjoint est Erik Baláž, fondateur de la campagne environnementaliste Nous sommes la forêt et récipiendaire du prix White Crow 2017 pour la lutte contre la corruption.

## Résultats électoraux

### Élections législatives
| Année | Voix    | %    | Rang | Mandats | Gouvernement                                                                                |
| ----- | ------- | ---- | ---- | ------- | ------------------------------------------------------------------------------------------- |
| 2020^ | 200 780 | 6,96 | 5e   | 0 / 150 | Opposition extra-parlementaire (2020-2023), Heger (2023), soutien sans participation (2023) |
| 2023  | 87 006  | 2,93 | 10e  | 0 / 150 | Opposition extra-parlementaire                                                              |

### Élections européennes
| Année | %     | Sièges | Position |
| ----- | ----- | ------ | -------- |
| 2019^ | 20,11 | 2 / 14 | 1er      |
| 2024  | 4,69  | 0 / 15 | 7e       |

^ en coalition avec PS

## Identité visuelle

Logo de 2018 à 2020.
Logo de 2020 à 2023.
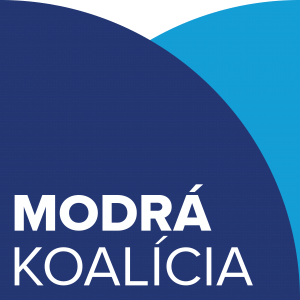
Logo en 2023.
Logo depuis 2023.